# 丽江文庙

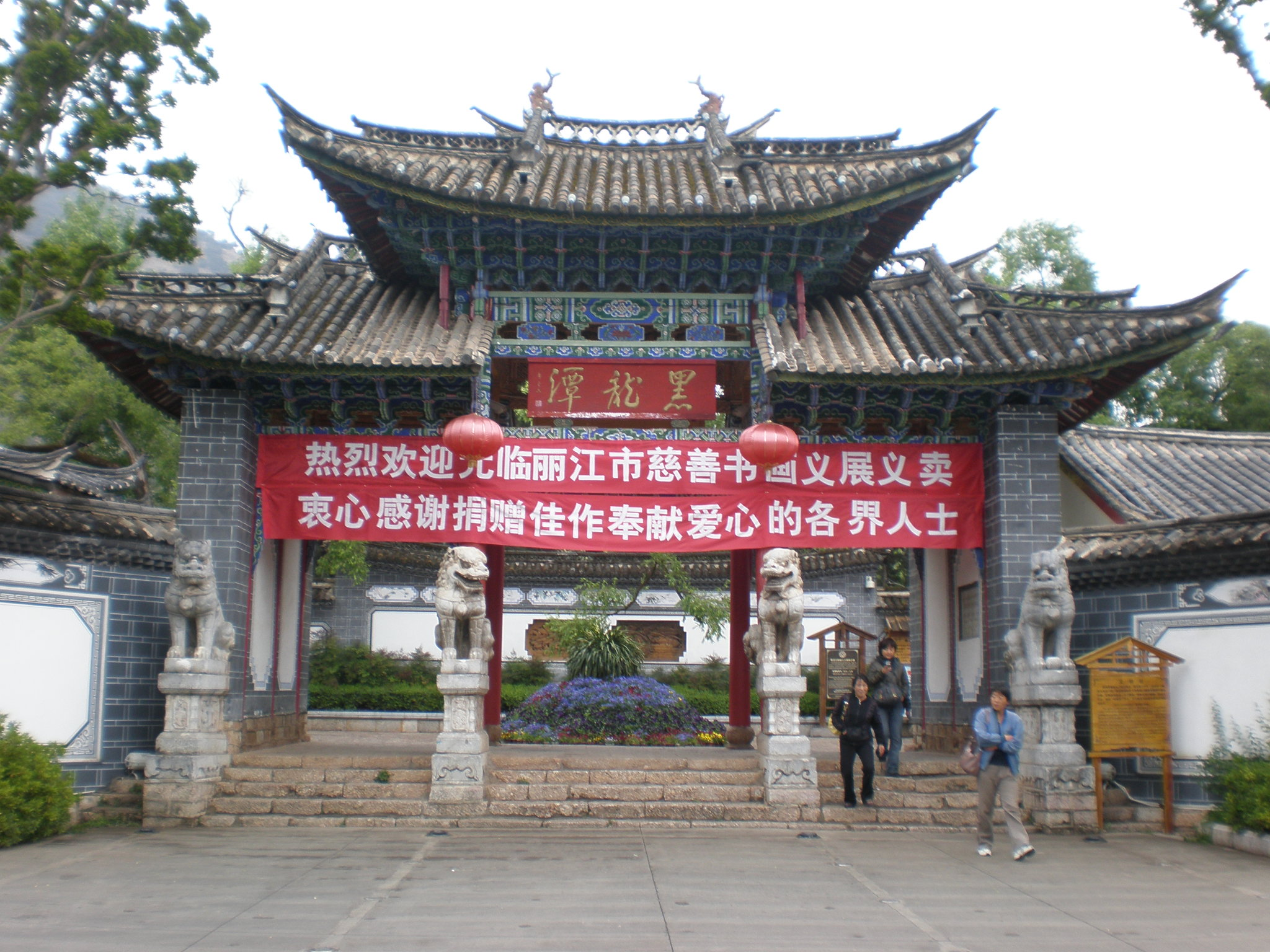
黑龙潭公园大门，原为文庙文明坊

丽江文庙，位于中国云南省丽江市古城区大研街道北门社区，金虹山南麓。

## 历史
清康熙三十九年（1700年），丽江文庙建于府治之东，康熙四十五年（1706年）始设学。丽江“改土归流”后，于雍正三年（1725年）改迁至今址。雍正五年（1727年）建明伦堂。乾隆四年（1739年）改建两庑、大成门、棂星门。乾隆五年（1740年）重建大成殿、启圣祠、明伦堂等。并曾在雍正八年（1730年）、乾隆四十八年（1783年）、道光元年（1821年）、同治九年（1870年）、光绪九年（1884年）等多次重修。
1930年代，国军曾短暂驻扎文庙。中华人民共和国成立后，照壁、泮池、大成殿等建筑因修建公路而拆除，崇圣祠及东配殿被作为粮仓使用，西配殿也被拆毁。1964年，文明坊被迁建至玉泉公园，作为公园大门。文庙因长期由粮食局管理使用，缺乏必要的保护措施，且在1996年丽江地震中受损，保存状况较差。2019年12月起，当地政府将文庙仅存的崇圣祠、东配殿两座建筑进行修缮，并恢复重建西配殿、山门。

## 建筑
丽江文庙占地面积1976平方米，现存崇圣祠、东配殿，均属光绪年间重建。崇圣祠坐北朝南，抬梁式土木结构建筑，单檐悬山顶，面阔五开间共20.97米，进深四开间共10.55米。东配殿单檐悬山顶，面阔五开间共15.86米，进深三开间共5.1米。
现存文庙相关碑刻有雍正四年（1726年）《重建丽江府学记》、乾隆六年（1741年）《重修丽江学记》，现立于黑龙潭公园；以及康熙四十七年（1708年）《御制训饬士子文》，藏于丽江市博物馆。

## 保护
1988年11月9日，丽江文庙公布为第三批县级文物保护单位。2002年，原丽江纳西族自治县分设古城区及玉龙纳西族自治县，文庙为丽江市古城区文物保护单位。